# Agência Nacional de Saúde Suplementar
A Agência Nacional de Saúde Suplementar (ANS) é uma agência reguladora vinculada ao Ministério da Saúde do Brasil, que regula o mercado de planos privados de saúde por determinação da Lei nº 9.656 de 3 de junho de 1998.
Autarquia especial federal, foi criada pela Lei nº 9.961 de 28 de janeiro de 2000, sendo responsável em promover a defesa do interesse público na assistência suplementar à saúde, regular as operadoras setoriais, a relação entre prestadoras e consumidores e contribuir para o desenvolvimento das ações de saúde no país. Seu principal escopo é regulamentar os produtos e serviços no setor de saúde suplementar, com limites e deveres expostos na Lei nº 9.565/1998 e delineados na doutrina e jurisprudência.
É sediada na cidade do Rio de Janeiro. Sua estrutura é composta por cinco diretorias, cujos responsáveis são escolhidos pelo Poder Executivo Federal para mandatos fixos de três anos, com possibilidade de uma recondução de mandato, por mais 3 anos. Esses diretores precisam ser sabatinados pelo Senado Federal.

## Histórico
Criada a partir de setor específico do Ministério da Saúde, coube à ANS cumprir a Lei nº 9.656, editada em junho de 1998. A Agência nasceu pela Lei nº 9.961, de 28 de janeiro de 2000, como instância reguladora de um setor da economia sem padrão de funcionamento. A exceção ficava por conta do seguro de assistência à saúde e das seguradoras, sob o controle econômico-financeiro da Superintendência de Seguros Privados (Susep).
A saúde suplementar passou a conviver com o sistema público, consolidado pelo Sistema Único de Saúde (SUS), nascido a partir da Constituição Federal de 1988. Com o SUS, a saúde foi legitimada como um direito da cidadania, assumindo status de bem público.
O ano de 1923 é tido como o marco do início da Previdência Social no Brasil. A Lei Eloy Chaves, promulgada naquele ano, criava:
"(…) em cada uma das estradas de ferro existentes no país, uma Caixa de Aposentadorias e Pensões para os respectivos empregados."
Estas caixas funcionavam como fundos geridos e financiados por patrões e empregados que, além de garantirem aposentadorias e pensões – como destacado em suas denominações – também financiavam serviços médico-hospitalares aos trabalhadores e seus dependentes.
Embora este marco histórico não seja comumente apontado como a origem dos planos de saúde no Brasil, é difícil não notar a similaridade das antigas caixas com as atuais operadoras da modalidade autogestão. De fato, em 1944, o Banco do Brasil constitui sua caixa de aposentadoria e pensão - Cassi, que é o mais antigo plano de saúde no Brasil ainda em operação.
O sistema de saúde brasileiro seguiu a trajetória de outros países latino-americanos (México, Chile, Argentina e Uruguai), desenvolvendo-se a partir da previdência social.
Planos de saúde comerciais, com clientelas abertas, também surgem como planos coletivos empresariais através da modalidade medicina de grupo no ABC paulista nos anos 1950.
Hoje, o setor brasileiro de planos e seguros de saúde é um dos maiores sistemas privados de saúde do mundo. Desta forma, cabe à ANS regular os planos de saúde no Brasil, garantindo que existam normas, controle e fiscalização do setor em prol do interesse público. 

## Diretores-presidentes da Agência Nacional de Saúde Suplementar
| Diretor-presidente           | Início | Fim   |
| Januário Montone             | 1999   | 2003  |
| Fausto Pereira dos Santos    | 2003   | 2010  |
| Mauricio Ceschin             | 2010   | 2012  |
| André Longo Araújo de Melo   | 2013   | 2015  |
| José Carlos de Souza Abrahão | 2015   | 2017  |
| Leandro Fonseca da Silva     | 2017   | 2019  |
| Rogério Scarabel             | 2019   | 2021  |
| Paulo Roberto Rebello Filho  | 2021   | Atual |

## Concursos públicos
Por ser um órgão estatal, a ANS deve contratar pessoal através de concursos públicos.
| Data de abertura       | Organizadora               | Vagas Nível Médio/Técnico | Vagas Nível Superior |
| ---------------------- | -------------------------- | ------------------------- | -------------------- |
| 26 de janeiro de 2005  | CESPE                      | 67                        | 243                  |
| 12 de dezembro de 2006 | Fundação Carlos Chagas     | 38                        | 79                   |
| 16 de abril de 2010    | Fundação Euclides da Cunha | 0                         | 89                   |
| 12 de abril de 2013    | CESPE                      | 24                        | 57                   |
| 12 de novembro de 2015 | FUNCAB                     | 102                       | 0                    |